# Brent Livermore
Brent Livermore, né le 5 juillet 1976 à Grafton, est un joueur australien de hockey sur gazon.

## Palmarès
- Médaille d'or aux Jeux olympiques d'Athènes en 2004
- Médaille de bronze aux Jeux olympiques de Sydney en 2000[1]